# Mitch Fadden
Pour les articles homonymes, voir Fadden.
Mitch Fadden, né le 3 avril 1988 à Victoria, dans la province de la Colombie-Britannique au Canada et mort le 4 décembre 2017, est un joueur professionnel canadien de hockey sur glace.

## Carrière de joueur
Il participe avec l'équipe LHOu au Défi ADT Canada-Russie en 2007.
Il a été trouvé mort dans son sommeil le 4 décembre 2017.

## Statistiques
| Saison    | Équipe                   | Ligue |    | Saison régulière | Saison régulière | Saison régulière | Saison régulière | Saison régulière |   | Séries éliminatoires | Séries éliminatoires | Séries éliminatoires | Séries éliminatoires | Séries éliminatoires |
| Saison    | Équipe                   | Ligue | PJ | B                | A                | Pts              | Pun              | PJ               | B | A                    | Pts                  | Pun                  |                      |                      |
| 2003-2004 | Thunderbirds de Seattle  | LHOu  | 2  | 0                | 0                | 0                | 0                | -                | - | -                    | -                    | -                    |                      |                      |
| 2004-2005 | Thunderbirds de Seattle  | LHOu  | 64 | 9                | 12               | 21               | 30               | 12               | 2 | 0                    | 2                    | 4                    |                      |                      |
| 2005-2006 | Thunderbirds de Seattle  | LHOu  | 38 | 9                | 11               | 20               | 19               | -                | - | -                    | -                    | -                    |                      |                      |
| 2005-2006 | Hurricanes de Lethbridge | LHOu  | 30 | 11               | 17               | 28               | 22               | 6                | 5 | 2                    | 7                    | 14                   |                      |                      |
| 2006-2007 | Hurricanes de Lethbridge | LHOu  | 71 | 36               | 48               | 84               | 54               | -                | - | -                    | -                    | -                    |                      |                      |
| 2007-2008 | Hurricanes de Lethbridge | LHOu  | 72 | 34               | 55               | 89               | 72               | 19               | 5 | 15                   | 20                   | 19                   |                      |                      |
| 2008-2009 | Hurricanes de Lethbridge | LHOu  | 9  | 2                | 3                | 5                | 8                | -                | - | -                    | -                    | -                    |                      |                      |
| 2008-2009 | Americans de Tri-City    | LHOu  | 54 | 35               | 36               | 71               | 41               | 10               | 3 | 13                   | 16                   | 8                    |                      |                      |
| 2009-2010 | Admirals de Norfolk      | LAH   | 53 | 7                | 12               | 19               | 8                | -                | - | -                    | -                    | -                    |                      |                      |
| 2010-2011 | Everblades de la Floride | ECHL  | 37 | 15               | 36               | 51               | 34               | -                | - | -                    | -                    | -                    |                      |                      |
| 2011-2012 | Grizzlies de l'Utah      | ECHL  | 35 | 11               | 29               | 40               | 34               | -                | - | -                    | -                    | -                    |                      |                      |

### En équipe nationale
| Année | Équipe               | Compétition                      |   | PJ | B | A | Pts | Pun               |  | Résultat |
| 2004  | Canada Pacifique U17 | Défi mondial des moins de 17 ans | 6 | 6  | 2 | 8 | 4   | Médaille d'argent |  |          |